# 卡羅萊納 (北卡羅萊納州阿拉曼斯縣)
卡羅萊納（英語：Carolina）是位於美國北卡羅萊納州阿拉曼斯縣的非建制地區。

## 地理
卡羅萊納所處的海拔為高於海平面178米（即584英呎），而該地所採用的時區為UTC-5，即北美东部时区（EST）。同時該地設有夏令時間，為UTC-5調快一小時，即UTC-4（EDT）。